# Église Saint-Florent de Thil
L'église Saint-Florent est une église située à Thil, dans la région naturelle de la Côtière dans le département de l'Ain. Elle est rattachée au groupement paroissial de Miribel.

## Histoire et description
En 1152, une bulle du pape Eugène III confirme la dépendance de l'église de Thil à la basilique Saint-Martin d'Ainay de Lyon. 
Les crues de 1711 et de 1716 ayant détruit l'église, les villageois utilisèrent un bâtiment en ruine pour le culte, jusqu'à la construction d'une nouvelle église de 1881 à 1884. L'architecte de l'édifice était le montlueliste Dominique Girard, architecte à Lyon,. Un manque de moyens de la commune ne permit pas d'élaborer tout ce que Girard avait envisagé : côté sud, un bras de transept était prévu (des pierres en attente témoignent d'ailleurs de ce projet). L'archéologue Jean Giraud a émis l'hypothèse que des vestiges du XIIIe siècle auraient été utilisés dans la construction de la fin du XIXe siècle, notamment dans celle du chœur. 
Comme le précédent édifice, l'église est vouée à saint Florent .
En 1955, est construite derrière le chœur, une salle de catéchisme, servant parfois pour les offices hivernaux.
Les deux cloches de l'église datent de 1890 ; elles furent fondues à Annecy-le-Vieux par Georges et Francisque Paccard. Le parrain de la première cloche était Deporte Claude Louis, curé de Saint-Maurice-de-Beynost et le parrain de la seconde, Louis Boquet, le curé de Thil.
À l'intérieur, on peut en particulier voir des plaques commémoratives des victimes des deux guerres mondiales, une statue de la Vierge foulant aux pied le serpent démoniaque et une Pietà très colorée.
L'église dépend du diocèse de Belley-Ars, et du groupement paroissial de Miribel qui couvre les communes du canton de Miribel. 
Si l'église est consacrée à saint Florent, une incertitude demeure sur l'identité de ce saint : il s'agit très probablement de Florent de Vienne, évêque de Vienne dans le Dauphiné et fêté en principe, le 3 janvier. Or, la fête thiloise de la vogue se tenait autrefois fin octobre.